# Děrné
Děrné (německy Tyrn) je místní část města Fulneku v okrese Nový Jičín v Moravskoslezském kraji. Děrné leží asi jeden kilometr severovýchodně od Fulneku v nadmořské výšce 310 m n. m. v Oderských vrších v Nízkém Jeseníku. Severně se nachází Děrenský kopec (Tyrnhügel) výšky 395 m n. m. Moderní katastr vsi se rozkládá po obou stranách moravskoslezské zemské hranice, přičemž samotná vesnice a většina katastru leží ve Slezsku, zatímco k Moravě náležejí okrajové části katastru na západě, přičemž nejrozsáhlejší moravskou částí katastru je území rozkládající se mezi hranicí se sousedním katastrálním územím Fulnekem a potoky Valteřovickým a Gručovkou, i když na některých místech moravská část přesahuje severně a východně od těchto potoků. Moravské části moderního katastru dříve náležely ke katastrálnímu území Fulnek.

## Název
Původní podoba jména vsi byla Děrná. Jméno vyjadřovalo polohu na nerovné půdě. Střední rod jména je doložen od 16. století.

## Historie
První písemná zpráva o vsi pochází z roku 1293. Od roku 1389 byla majetkem augustiniánského kláštera ve Fulneku.
Dědičnou rychtu zde vlastnila rodina Schmukových. Rudolf Schmuk (1841–1888) působil jako obecní starosta a poslanec Říšské rady a Slezského zemského sněmu.
Přes katastr také prochází nedokončená železniční trať Opava - Fulnek, která byla budována v letech 1873 až 1874 jako spojení Pruska a Uherska, ale k jejímu dokončení nedošlo z důvodu krachu na vídeňské burze.

## Památky a zajímavá místa
- Kostel sv. Petra a Pavla - gotický kostel z druhé poloviny 14. století, barokně přestavěný roku 1680.
- Kaple Nejsvětější Trojice - postavena roku 1705. Stojí nedaleko obce u cesty z Fulneku do Lukavce.
- Propustek nedokončené železnice Děrné jih
- Propustek nedokončené železnice Děrné sever
- Studánka U Tunelu

## Galerie

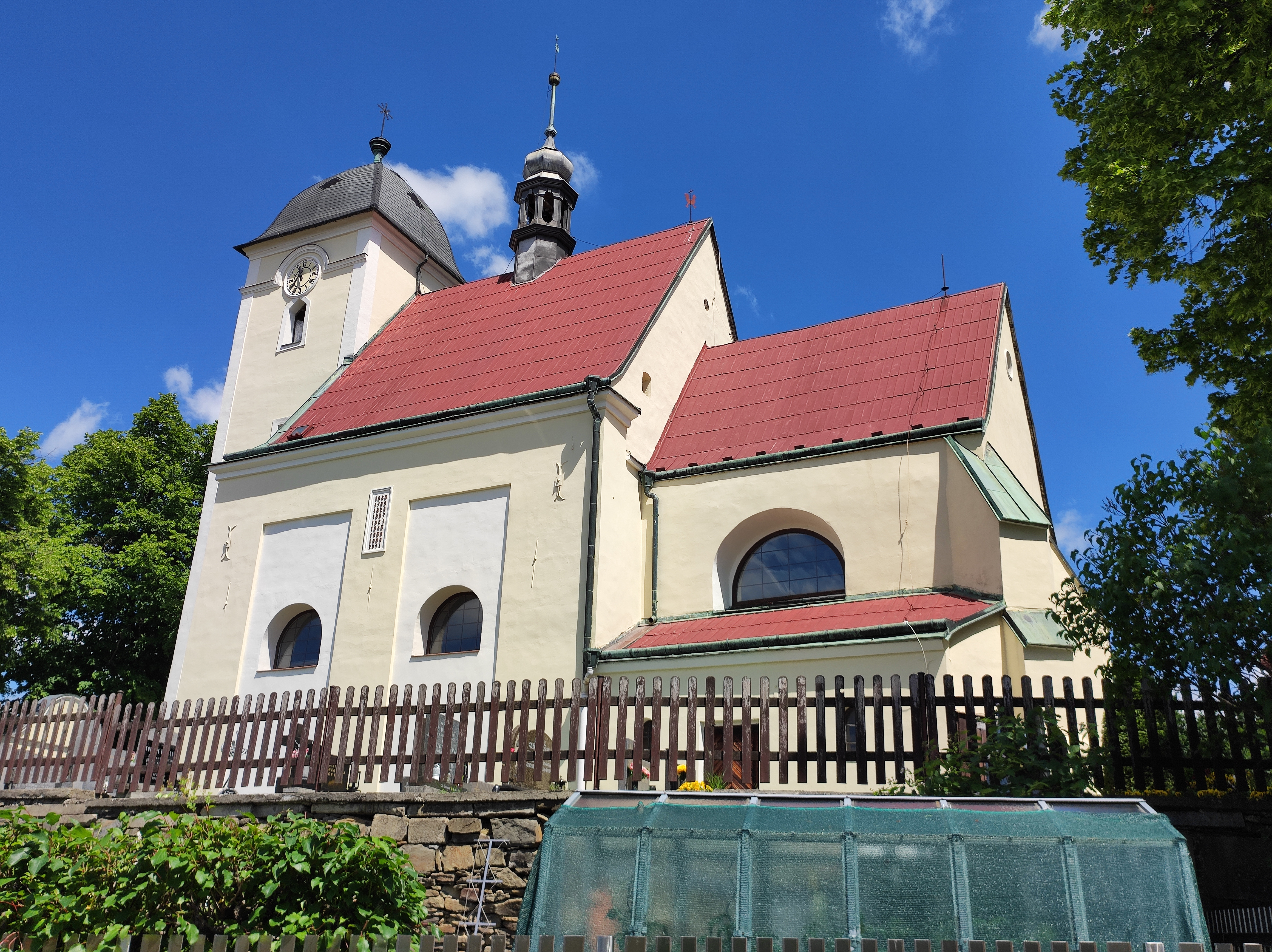
Kostel sv. Petra a Pavla
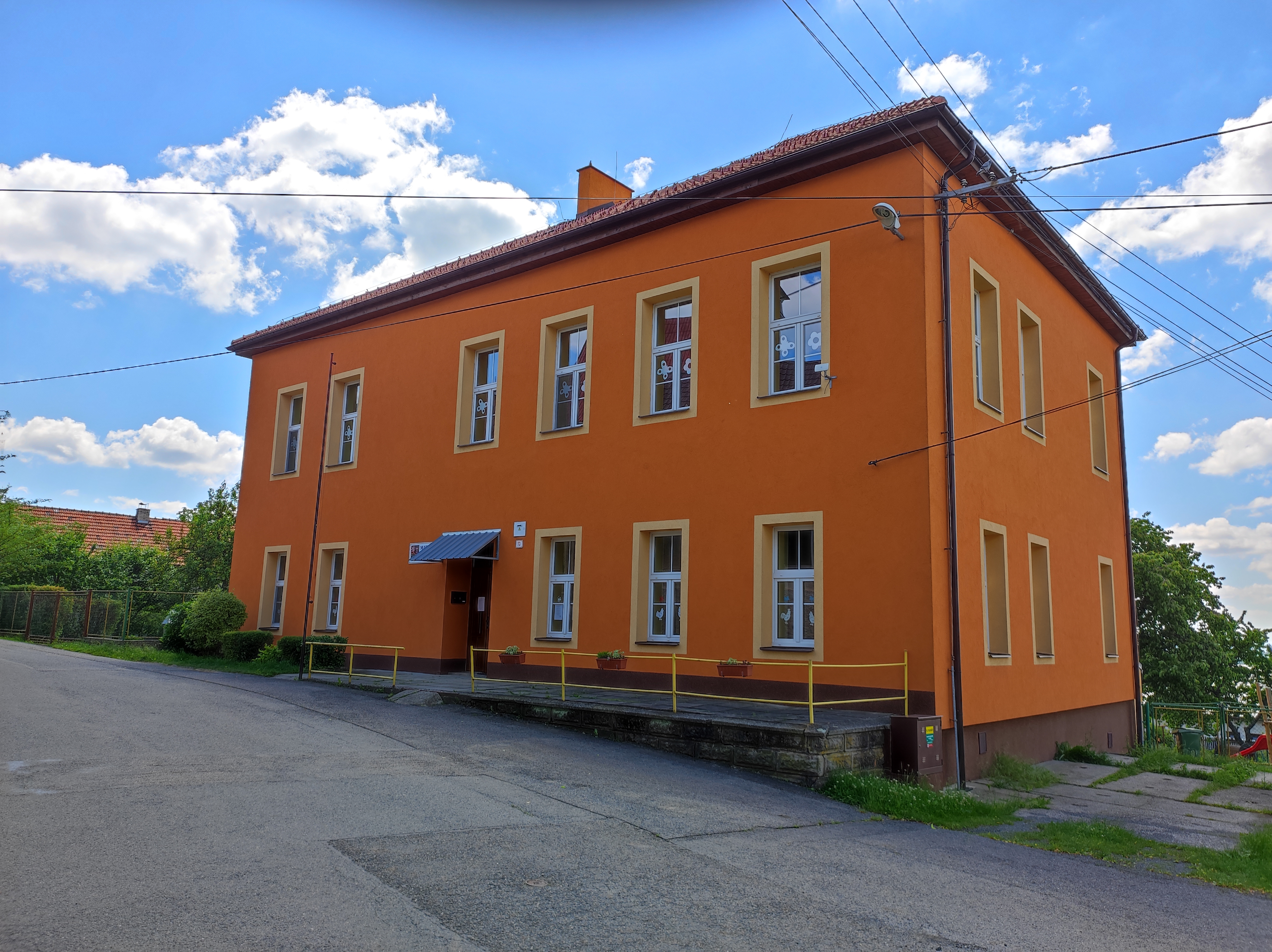
Mateřská škola
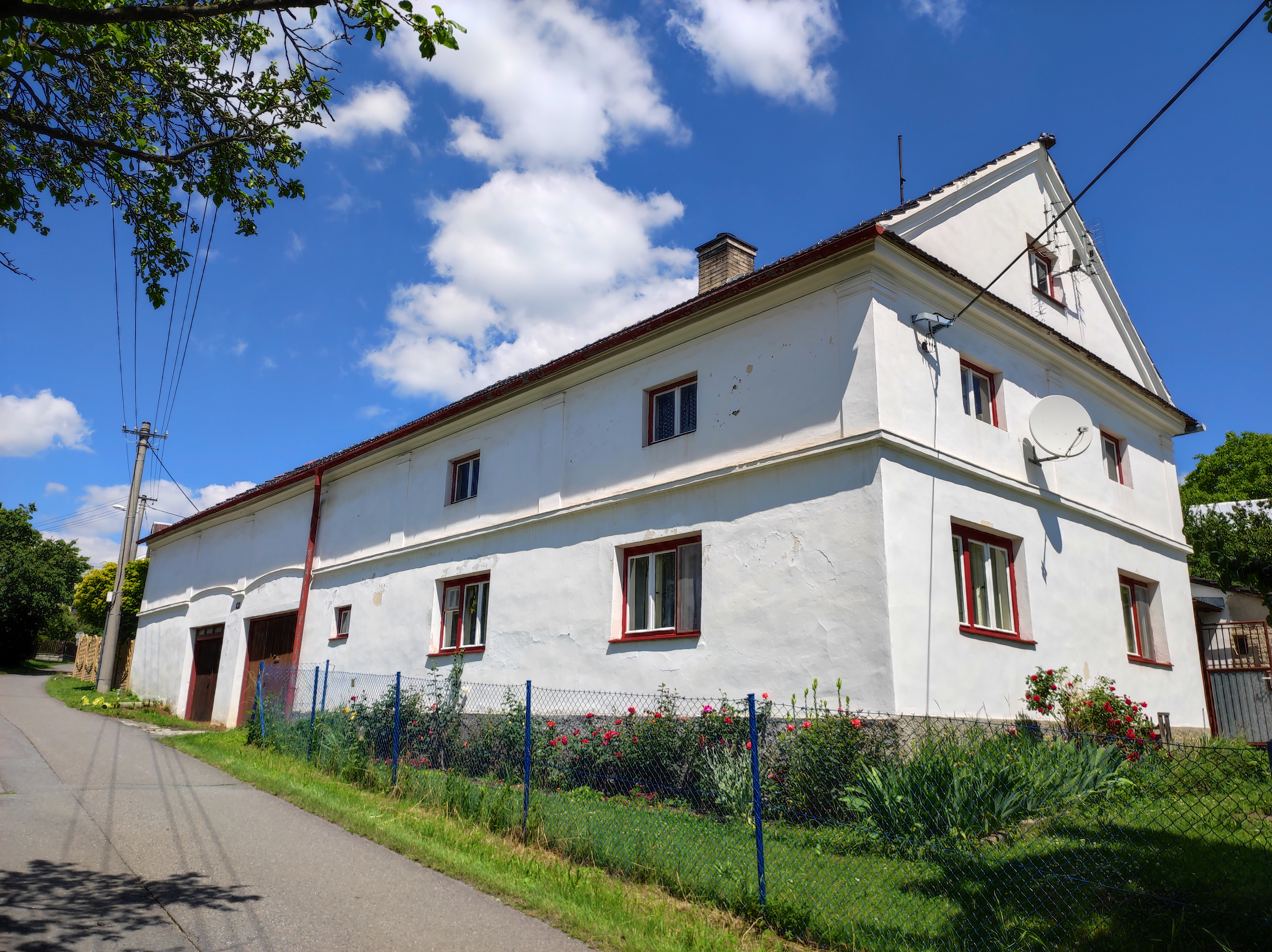
Dům č. p. 46
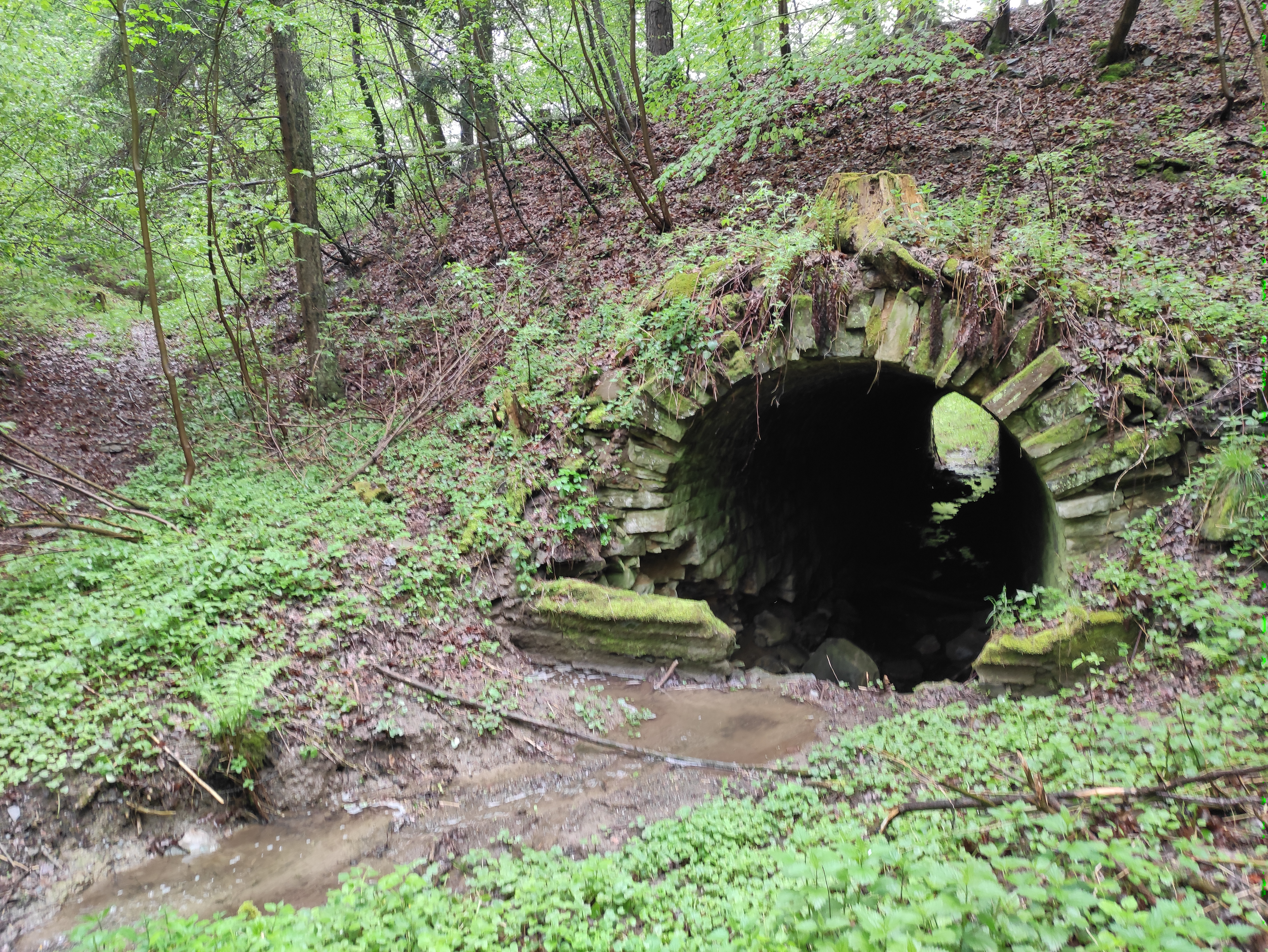
Propustek nedokončené železnice Fulnek-Opava